# Swedish Schnapps
Swedish Schnapps è un album discografico del musicista jazz Charlie Parker, pubblicato dalla Verve Records nel 1951. Il disco è stato successivamente ristampato dalla PolyGram Records. Da notarsi sull'album la presenza di due dei maggiori e più influenti batteristi jazz bebop di sempre, Max Roach e Kenny Clarke.

## Tracce
1. Si Si (Charlie Parker) – 2:38
2. Swedish Schnapps (Alternate Take) (Charlie Shavers) – 3:14
3. Swedish Schnapps (Charlie Shavers) – 3:11
4. Back Home Blues (Alternate Take) (Charlie Parker) – 2:36
5. Back Home Blues (Charlie Parker) – 2:47
6. Lover Man (Jimmy Davis) – 3:22
7. Blues for Alice (Charlie Parker) – 2:47
8. Au Private (Alternate Take) (Charlie Parker) – 2:39
9. Au Private (Charlie Parker) – 2:43
10. She Rote (Alternate Take) (Charlie Parker) – 3:09
11. She Rote (Charlie Parker) – 3:06
12. K.C. Blues (Charlie Parker) – 3:24
13. Star Eyes – 3:27

### Bonus tracks CD (1991)
1. Segment – Tune X – 3:18
2. Diverse – Tune X (Alternate Take) – 3:18
3. Passport – Tune Y (Rare) –	2:55
4. Passport – Tune Z (Common) – 2:59

## Formazione
Tracce 1–7
- Charlie Parker – sassofono contralto
- Red Rodney – tromba
- John Lewis – pianoforte
- Ray Brown – contrabbasso
- Kenny Clarke – batteria

Tracce 8–13
- Charlie Parker – sassofono contralto
- Miles Davis – tromba
- Walter Bishop Jr. – pianoforte
- Teddy Kotick – contrabbasso
- Max Roach – batteria